# Froxás das Viñas
Froxás das Viñas es un lugar situado en la parroquia de Proente, del municipio español de La Merca, en la provincia de Orense, Galicia.

## Geografía
Geográficamente el núcleo urbano se encuentra en una ladera del macizo que forman los montes de San Marcos y Castrelos.

## Historia
Cargado de historia, su origen se remonta muy atrás en el tiempo, con incluso vestigios celtas. 

## Demografía
| Gráfica de evolución demográfica de Froxás das Viñas entre 2000 y 2022 |
|                                                                        |
| Datos según el nomenclátor publicado por el INE.                       |

## Organización territorial
El lugar está dividido en siete barrios: Aviñoá, O Piñeiro, O Souto, O Soutelo, Cimadevila, As Moreiras y A Portela, en los que no es difícil encontrar casas creadas en el siglo XVII. 

## Patrimonio
Su iglesia, templo de devoción de la Virgen del Rosario, se encuentra en el barrio de Aviñoá, levantada en piedra, en planta de cruz latina irregular, tiene un campanario triple. Ha sido reformada, manteniendo sus características históricas.
Forxás cuenta asimismo con un parque de ocio para los más pequeños y un campo de fútbol siete en hierba natural (A Moura), en excelentes condiciones para la práctica del deporte.
Hay una gran cantidad de fuentes por todo el pueblo, entre la que destaca la fuente de O Loureiro de una hermosura singular, en piedra de granito, o la de O Piñeiro, que data de 1945, reformada en 1995, también de granito.
El agua es uno de los símbolos de este lugar, igual que el vino, como atestigua el propio nombre del pueblo.
Extensas viñas se encuentran al suroeste de Forxás entre el barrio de O Piñeiro y el valle del Arnoia. Zona de temperaturas suaves al abrigo de los vientos del norte. Entre las variedades de vino encontramos mencía, garnacha, godello o doña blanca. La viticultura es una tradición de estas gentes, así como la elaboración de licores de aguardiente.
Agua y vino son dos símbolos por lo tanto de estas tierras bañadas por el Río Arnoya, que históricamente alimentó este pueblo con el grano que se molía en los molinos que en él se construyeron.

## Festividades
El entroido y Forxás están ligados desde muy antiguo.
Fiesta de origen pagano es una tradición que conserva las más antiguas costumbres, como la Solta do oso (suelta del oso) o el desfile de mecos bonitos y feos al estilo de los más conocidos como Zinzo, Verín o Laza. Dura tres días, de domingo a martes, donde el son de las gaitas se mezcla con los alaridos de los mecos y los conxuros de las queimadas por las noches.
Las fiestas patronales en honor de la Virgen del Rosario son el primer fin de semana de octubre.
Fiesta, devoción y deporte marcan el comienzo del camino a la última fiesta del año, Magosto allá por el mes de noviembre.